# Robert Helias d'Huddeghem
Robert-Emmanuel-Adrien-Ghislain Helias d'Huddeghem (Gent 1 mei 1791 - 31 januari 1851) was lid van het Belgisch Nationaal Congres

## Levensloop
Helias d'Huddeghem behoorde tot een voorname familie van Gentse juristen. Zijn vader was Emmanuel Helias d'Huddeghem (1762-1838) en zijn moeder Marie-Louise de Lens (1769-1848). Zelf trouwde Robert met Hélène Kervyn (1799-1839) en met Angelique van der Bruggen (1807-1847). Van de tweede had hij een zoon. Drie van zijn broers werden priester en een zus werd religieuze.
Hij werd in 1817 rechter bij de rechtbank van eerste aanleg in Oudenaarde en in 1819 in Gent, waar hij in 1830 voorzitter van werd.
In oktober 1830 werd hij voor het arrondissement Gent verkozen tot lid van het Nationaal Congres. Hij kwam eerder weinig tussen in de debatten. Hij stemde voor de onafhankelijkheidsverklaring en voor de eeuwigdurende uitsluiting van de Nassaus. Voor koning gaf hij zijn stem aan de hertog van Leuchtenberg en voor regent aan Félix de Mérode. Hij stemde tegen Leopold van Saksen-Coburg met de verklaring: Ik ben tegen elke verkiezing, vooral als het gewoon om een verkiezing gaat. Hiermee bedoelde hij dat hij het niet had voor een kandidaat die, omwille van het Verdrag der XVIII artikelen, praktisch opgelegd werd door de Mogendheden. Hij stemde ook tegen dit Verdrag.
In 1831 werd hij verkozen tot volksvertegenwoordiger, een mandaat dat hij tot in 1835 uitoefende.
In oktober 1832 werd hij kamervoorzitter bij het hof van beroep in Gent, wat hij bleef tot aan zijn dood.
Hij was ook van augustus 1848 tot in 1851 gemeenteraadslid van Gent.

## Publicaties
- De l’Administration de la justice aux Pays-Bas sous le ministère de Van Maanen, avec une analyse des principaux procès criminels politiques et des autres persécutions depuis 1815 jusqu’au 25 août 1830, Gand, Ban-Ryckegem-Hovaere, 1830
- Précis historique des institutions judiciaires de la Belgique depuis les temps les plus reculés jusqu’à ce jour, Bruxelles, Tarlier, 181.